# Otón I de Baden-Sausenberg
Otón I, margrave de Hachberg-Sausenberg (1302-1384) fue un miembro de la casa de Zähringen que gobernó como margrave de Rötteln y Sausenberg desde 1318 hasta su muerte.

## Vida
Era el hijo del margrave Rodolfo I de Hachberg-Sausenberg y su esposa Inés, la heredera de Otón de Rötteln. Después de que muriera su hermano Enrique en 1318, Otón asumió el gobierno de Rötteln y Sausenberg. Inicialmente, gobernó junto con su hermano Rodolfo II. Trasladó la residencia familiar del castillo de Sausenburg al de Rötteln.
En el otoño de 1332, tropas de Basilea asediaron Rötteln porque Otón (o su hermano) había apuñalado al alcalde de Basilea. Este conflicto se arregló después de por mediación de la nobleza de Basilea y Sausenberg.
Después de que Rodolfo II muriera en 1352, asumió la tutela de su sobrino Rodolfo III. En 1358, transfirió esta tutela a Walram de Thierstein. Desde 1364, Otón I gobernó conjuntamente con su sobrino Rodolfo III. En 1366, Otón y Rodolfo donaron un altar a la iglesia de Sitzenkirch.
Otón I murió en 1384 y fue enterrado en la iglesia de Sitzenkirch, hoy parte de Kandern, que es ahora una iglesia evangélica.
Se casó dos veces: primero con Catalina de Grandson, y después de que ella muriera, con Isabel de Estrasburgo (m. 1352). Ambos matrimonios carecieron de hijos.